# Isonychus fasciolatus
Isonychus fasciolatus är en skalbaggsart som beskrevs av Blanchard 1850. Isonychus fasciolatus ingår i släktet Isonychus och familjen Melolonthidae. Inga underarter finns listade i Catalogue of Life.